# Paul Åström
Paul Fredrik Karl Åström (* 15. Januar 1929 in Sundsvall; † 4. Oktober 2008) war ein schwedischer Archäologe. Er war führend in der Erforschung der Vorgeschichte des östlichen Mittelmeerraumes, insbesondere der Bronzezeit Zyperns.

## Akademische Laufbahn
Paul Åström studierte in Lund und promovierte dort mit einer Arbeit über die zypriotische Bronzezeit, die er anhand der Keramik darstellte. Diese Dissertation wurde 1958 als beste Arbeit an seiner Universität ausgezeichnet. Sie gilt bis heute als Standardwerk. Åström war seit 1957 Dozent, später außerordentlicher Professor am Institut für Alte Kulturen und Zivilisationen der Universität Lund. Gleichzeitig war er Leiter des Antikenmuseums. 1958 wurde er zum Direktor des Schwedischen Archäologischen Instituts in Athen berufen. Gleichzeitig wurde er Kulturattaché an der schwedischen Botschaft in Athen. 1967 ging er in derselben Direktorenfunktion nach Rom. Gastprofessuren führten ihn während seiner Zeit in Athen und Rom an die Columbia University, die Universität Kopenhagen, die Universität Bergen und die Universität Edinburgh. 1969 wurde er auf die Professur für Alte Kulturen und Zivilisationen an der Universität Göteborg berufen. Während dieser Zeit war er Mitglied und später auch Vizepräsident des Beirates des Schwedischen Instituts in Rom sowie Mitglied und Sekretär des Beirates des Schwedischen Instituts in Athen. Hier erwarb er sich durch die Förderung seiner ehemaligen Forschungsinstitute große Verdienste. Seit 1974 war Åström auch Präsident der Schwedischen Forschungsstelle auf Zypern. 1993 wurde Åström emeritiert.
In der universitären und wissenschaftlichen Selbstverwaltung war Åström intensiv beteiligt. Von 1974 bis 1979 war er Leiter des Verbandes der Universitätsprofessoren und des Verbandes der Humanwissenschaften. Von 1977 bis 1980 war er zudem Mitglied des wissenschaftlichen Beirates der Universität Göteborg und von 1979 bis 1983 des Universitätslehrer-Verbandes. Von 1975 bis 1980 war er Dekan der Humanistischen Fakultät. Zudem war er 1972 bis 1977 Vertreter der Schwedischen Krone im Nationalen Rat für geisteswissenschaftliche Forschung.
Åström nahm in den späten 1940er Jahren an prähistorischen Feldforschungen in Bornholm, in Gotland und 1950 in Labraunda in der Türkei teil. In Kalopsida und Ajios Jakovos auf Zypern leitete er ab 1959 erste Ausgrabungen. Besonders lang anhaltend war sein Engagement in Dendra, wo er von 1960 bis 1997 arbeitete, ebenso wie die Grabungen in Hala Sultan Tekke auf Zypern, die er von 1971 bis kurz vor seinem Tod leitete.
Er verfasste 687 Werke, darunter 18 Monografien und war Co-Autor von 20 Monographien. In seinem Paul Åströms Förlag erschienen 135 Monografien und 170 Taschenbücher in der Reihe Studies in Mediterranean Archaeology. Zudem erschien in seinem Verlag die Zeitschrift Journal of Prehistoric Religion sowie die Reihen Archaeology and Natural Science und Documenta Mundi. In letzterer erschienen 21 Ausgaben von antiken Klassikern.
Er war mit der Archäologin Elisabeth Åström verheiratet, mit der er drei Söhne hatte.

## Auszeichnungen und Mitgliedschaften
Åström war ein international hoch angesehener Fachmann für die Archäologie der Ägäis und Zyperns. 1994 wurde er zum Ehrendoktor der Universität Wien, 1995 der Universität Athen und 2001 der Universität Ioannina ernannt. 1965 wurde er korrespondierendes Mitglied des Deutschen Archäologischen Instituts, 1991 des Österreichischen Archäologischen Instituts, 1992 der Nathan Söderblom-Gesellschaft und 1977 Ehrenmitglied der Schwedisch-Zypriotischen Gesellschaft, bei der er 1983 Präsident wurde. Åströms war ferner seit 1973 Mitglied der Kungliga Vetenskaps- och Vitterhetssamhället i Göteborg, seit 1975 der Königlich Schwedischen Akademie der Wissenschaften in Stockholm und seit 1998 der Académie des Inscriptions et Belles-Lettres in Paris. Vom schwedischen König wurde er zum Ritter des Nordstern-Ordens erhoben, die Republik Zypern zeichnete ihn als „Großkommandeur des Verdienstordens“ aus.

## Veröffentlichungen
siehe Elisabeth Åström: The published writings of Paul Åström. A bibliography compiled. In: Peter M. Fischer (Hrsg.): Contributions to the archaeology and history of the bronze and iron ages in the eastern Mediterranean. Studies in honor of Paul Åström (= Österreichisches Archäologisches Institut. Sonderschriften. 39). Österreichisches Archäologisches Institut, Wien 2001, ISBN 3-900305-38-2, S. 201–223.